# John Christian Schultz
Pour les articles homonymes, voir Schultz.
John Christian Schultz (1er janvier 1840 - 13 avril 1896) était un homme politique canadien. Il fut membre de la Chambre des communes du Canada de 1871 à 1882, sénateur de 1882 à 1888 et lieutenant-gouverneur de la province du Manitoba de 1888 à 1895.

## Biographie
Pendant la rébellion de la rivière Rouge en 1869-70, Schultz fut l'un des plus farouches opposants du gouvernement provisoire de Louis Riel, pourtant populaire. Schultz et ses hommes provoquèrent nombre d'escarmouches armées avec les Métis jusqu'à ce que Schultz soit obligé de quitter la région en février 1870. Durant son séjour à Toronto, Schultz fit de nombreux discours contre le gouvernement Riel et joua un rôle prépondérant dans le retournement de l'opinion protestante anglophone contre le leader métis en faisant de Thomas Scott un héros protestant et en appelant les Ontariens à venger sa mort.
Schultz retourna à la colonie de la rivière Rouge, dans le Manitoba nouvellement créé, après que les troupes canadiennes aient repris le contrôle du territoire avec l'aide de milices ontariennes. Ces hommes perpétrèrent de fréquentes exactions à l'encontre des populations métisses locales, et l'on peut douter que Schultz ne les ait pas approuvées[réf. nécessaire].